# Skabb
Skabb är en smittsam hudsjukdom, kännetecknat av intensiv klåda och hudutslag/håravfall, som orsakas av ett ektoparasitiskt kvalster. Ordet skabb kommer från scabies som är latin för klåda. Sarcoptes scabiei är den parasit som infekterar människor och djur.

## Epidemiologi
Oftast förknippar man skabb med djur, men skabb förekommer även bland människor. Skabb försvinner inte av sig själv utan måste behandlas. Skabb sprider sig fort och bör behandlas utan dröjsmål. Klådan är mycket besvärlig nattetid. Behandling av skabb hos sällskapsdjur kan ske med Permetrin 5 % kräm. Mediciner såsom DerBac M Malathion emulsion har i praktiken visat sig ytterst ineffektivt, men lämpar sig dock för hårlöss. Har man husdjur med skabb bör man åtgärda det för att åtminstone undvika vidare smitta till människor. Human skabb smittar genom nära kontakt, exempelvis genom att sova tätt tillsammans. Handskakning eller kramar överför inte kvalstren utan det krävs uppskattningsvis 15 minuter av direkt hud mot hud-kontakt. Skabb kan sprida sig i till exempel vårdinrättningar. Skabb kan överföras från djur (t.ex. hund) till människa. Då uppstår starkt kliande prickar på den hud som varit i direkt kontakt med djuret, oftast bröst och armar. Inkubationstiden är kort, endast några dagar. Kvalstren har svårt att etablera sig hos människan, därför självläker angreppet oftast efter ett par veckor, om även det smittande djuret behandlats.

## Symptom
Hos människor är typiska symptom svår klåda på hela kroppen, centimeterlånga tunnelliknande strukturer framför allt på fingrar, händer och fötter, samt rödaktiga inflammationsaktiga bölder på huden över hela kroppen. Skabbdjuret gräver sig in under huden över hela kroppen. Skabbdjuret gömmer sig oftast under dagtid under huden, äggen läggs under huden då människan är i viloläge, oftast på natten. Detta skapar mycket distinkt punktartade eksem och klåda. Det är vanligt att skabbsjuka river upp bölderna med naglarna så att blödningar uppstår på grund av klådan. Detta bör dock undvikas, eftersom skrapandet sprider äggen och resulterar i att det infekterade hudområdet växer.

## Diagnos
Diagnos ställs genom att identifiera skabbdjur och verifiera detta i mikroskop. Man finner skabbgångar på framför allt handryggar och kan sprätta upp dessa försiktigt med en nål för att få fram parasiten. Om en familjemedlem har säkerställd skabb ska resten av familjen också behandlas. Vid tveksamhet kring diagnosen bör hudläkare konsulteras för att utesluta andra kliande hudsjukdomar. Atopiskt eksem, psoriasis, seborroiskt eksem, impetigo, follikulit, läkemedelsreaktion, kontaktallergi och bettreaktion kan alla likna den kliniska bilden vid skabb. Viktigt att tänka på är att kortisonkrämer kan maskera symtom.

## Behandling
Behandling sker med bensylbensoat (exempelvis i form av preparatet Tenutex) som smörjes in på hela kroppen nedom huvudet under 24 timmar. Klådan kan kvarstå under flera veckor efter behandling. Har klådan ej försvunnit efter ca 3 veckor bör vårdcentralen kontaktas. Upprepade behandlingar krävs sällan och skall ej utföras utan läkares inrådan då bensylbensoat kan ge upphov till överkänslighetsreaktioner i huden vid upprepad behandling. Som tillägg till specifik skabbdödande behandling kan kortisonkrämer användas, och antihistamintabletter för lindring av klådan. Män kan ibland få så kallade skabbgranulom på pungen, starkt kliande knölar.
Vid samlag ökar inte risken för smitta och är inte skadligt om båda parter har skabb. Skabb och löss smittar inte heller under behandling av Tenutex.

## Komplikationer

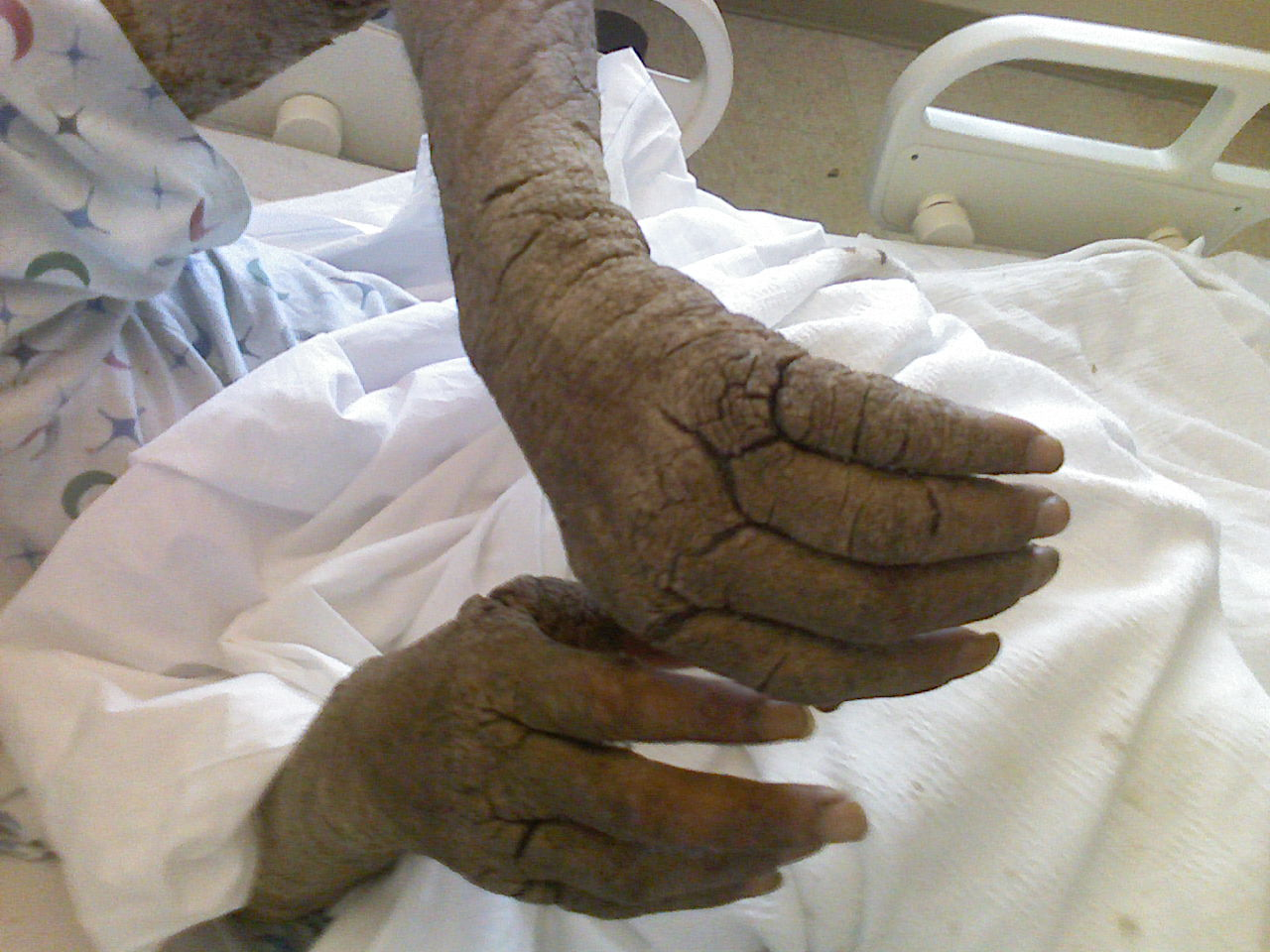
Norsk skabb hos AIDS-sjuk och hemlös patient.

En ännu mer smittsam variant på skabb är Krustös skabb, så kallad norsk skabb ("crusted scabies"), då det föreligger tusentals till miljontals skabbdjur över hela kroppen. Detta drabbar mest äldre personer med andra riskfaktorer såsom diabetes eller njursjukdom. Även yngre kan drabbas om de har sänkt immunförsvar.

## Sorter
| Variant       | Infekterande parasit           |
| ------------- | ------------------------------ |
| Human skabb   | Sarcoptes scabiei var. hominis |
| Rävskabb      | Sarcoptes scabiei var. canis   |
| Marsvinsskabb | Trixacarus cavie               |

## Bilder

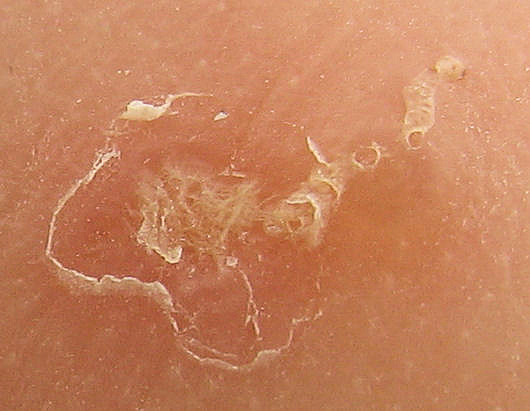
Skabb hos människa. Gropen i bildens centrum är orsakad av att man kliat. Kvalstret har grävt sig uppåt till höger i bild och kan ses där gången slutar.
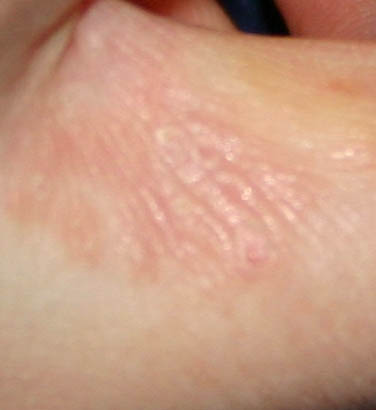
Fingerskabb.
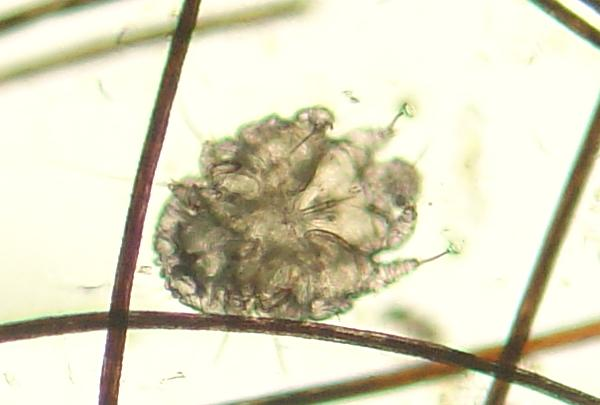
Sarcoptes scabiei i 100× förstoring.
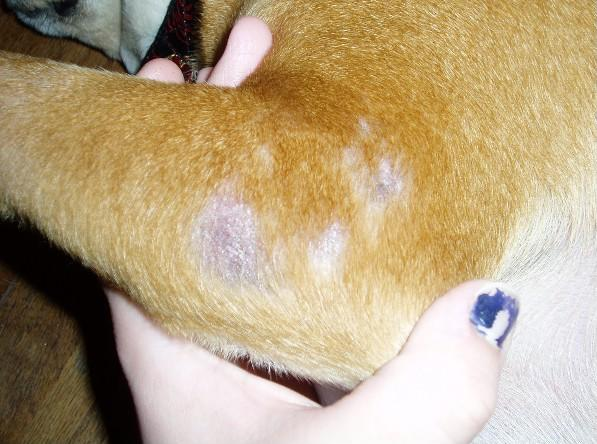
Hundskabb: hudirritation och tappad päls.